# Pont de Sainte-Apolline
Le Pont de Sainte-Apolline est un pont en travertin qui surplombe la Glâne sur les communes de Villars-sur-Glâne et Hauterive, en Suisse.

## Histoire
Une première chapelle au lieu-dit Sainte-Apolline date de 1147 et démontre que la Glâne est depuis longtemps franchie à cet endroit. Si l'existence d'un pont est attestée avant 1243, la chapelle actuelle date de 1566.
Plusieurs ponts de bois se sont probablement succédé avant la construction du pont définitif, en tuf calcaire, vers 1508 ou 1509. Le tracé étant trop difficile, la route qui relie Fribourg à Bulle par le pont de Sainte-Apolline est abandonnée en 1757. Le pont et son tablier pavé sont restaurés en 1990 et 1991.
Le pont de Sainte-Apolline est interdit à la circulation motorisée. Il est situé sur plusieurs chemins de randonnée, dont les fameux chemins de Compostelle,.

## Dénomination
Le pont de Sainte-Apolline est appelé Pont de la Glâne jusqu'à la construction d'un pont homonyme plus grand et en aval, en 1858.